# Etničke grupe Zelenortske Republike
Etničke grupe Zelenortske Republike: 542,000 stanovnika (UN Country Population; 2008) 6 naroda
- Balanta Kentohe	52,000
- Britanci	50
- Kapverdski mestici (Kapverđani, Zelenortčani) 395,000 (od ukupno 1,024,000) govore kabuverdianu.
- Fulani	62,000
- Mandyak	23,000
- Portugalci	10,000